# Erasmusuniversitetet i Rotterdam

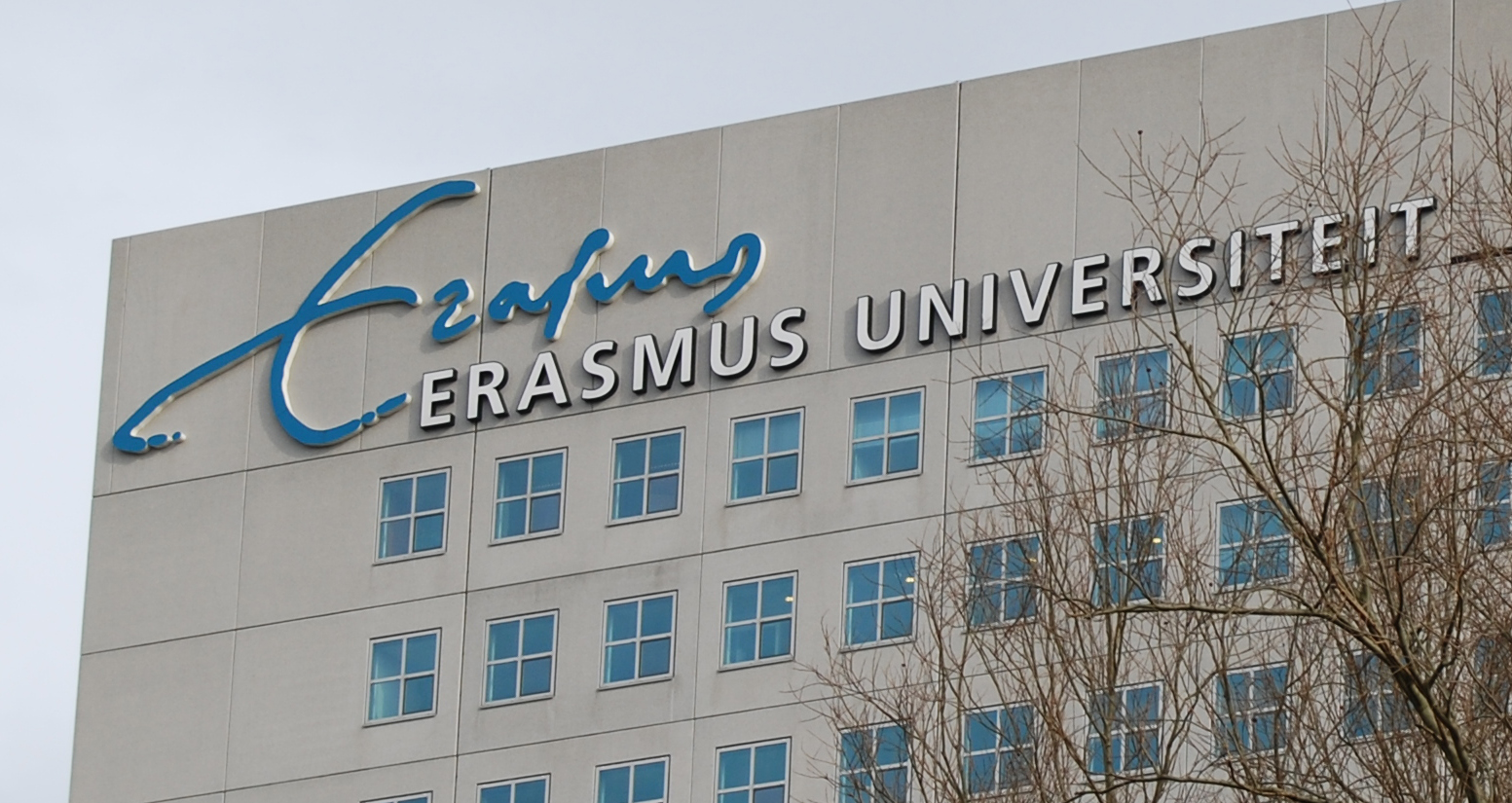
Erasmusuniversitetet i Rotterdam.

Erasmusuniversitetet i Rotterdam (nederländska: Erasmus Universiteit Rotterdam) (EUR) är ett nederländskt universitet i Rotterdam, döpt efter filosofen Erasmus av Rotterdam. Universitetet har sju fakulteter och två institut och fokuserar på fyra kompetensområden:
- Hälsa - Erasmus MC (medicinska fakulteten) och instituut Beleid & Management Gezondheidszorg (iBMG, "institut för hälsovårdspolitik och hälsovårdsledning")
- Ekonomi - Erasmus School of Economics (ESE) och Rotterdam School of Management (RSM)
- Juridik - Erasmus School of Law och International Institute of Social Studies
- Kultur - Erasmus School of History, Culture and Communication samt samhällsvetenskapliga fakulteten